# イン・ハー・シューズ
『イン・ハー・シューズ』（In Her Shoes）は、2005年公開のアメリカ映画。
対照的な2人の姉妹が恋に仕事に、それぞれが人生の転機を迎える姿を描くハートフル・ヒューマン・ストーリー。ジェニファー・ウェイナー（Jennifer Weiner）が2002年に刊行した同名ベストセラーをキャメロン・ディアス、トニ・コレット主演で映画化。監督はカーティス・ハンソン。タイトルは「彼女の立場になって」という意味である。原作は、日本でも同題名で、アーティストハウスパブリッシャーズから2005年に翻訳・刊行されている。
キャッチコピーは、「私たちは何度もすりむいて、自分だけの“靴”をみつける。」

## ストーリー
周りが羨むスタイルと美貌を持ちながら問題ばかり起こす妹マギー。姉ローズはフィラデルフィアで弁護士として成功しているものの、自分の容姿に自信が持てず、高価な靴を買いながらも履くことはない。定職にも就かず、ローズの家に居候していたマギーはある時、ローズの留守中に訪ねてきた彼女のボーイフレンドと寝てしまい、ローズに家を追い出される。行く当てのないマギーは仕方なく、祖母エラがフロリダにいることを知り、訪ねる。家族と絶縁していたことに罪悪感を抱くエラは埋め合わせができると思い、マギーを歓迎するが、マギーはエラの金を盗もうとする。エラはマギーに施設内の介護の仕事をするように言い渡す。そこでマギーは盲目の元大学教授と出会い、詩の素晴らしさを教わり、自分のコンプレックスであった難読症を克服しようと努力し、大きく変わっていく。一方、ローズも自分を見つめ直す生活を送る中で、元同僚のサイモンと愛を育む。やがてフロリダでローズとマギーは再会して和解。フィラデルフィアに戻ったローズはエラの靴を履いてサイモンと結婚式を挙げる。

## キャスト
※括弧内は日本語吹き替え
- マギー・フェラー - キャメロン・ディアス（朴璐美）

美人だが無職。性に奔放で節度がない。
- ローズ・フェラー - トニ・コレット（坪井木の実）

マギーの姉。弁護士。
- エラ・ハーシュ - シャーリー・マクレーン（翠準子）

マギーとローズの祖母。マイアミに在住。
- サイモン・スタイン - マーク・フォイアスタイン（落合弘治）

ローズの同僚。
- エイミー - ブルック・スミス（山像かおり）

ローズの友人。
- トッド - アンソン・マウント
- ジム・ダンヴァーズ - リチャード・バージ（中田譲治）

ローズの上司。ローズの恋人でもある。しかし、マギーのせいにより破局してしまう。
- サイデル・フェラー - キャンディス・アザラ（定岡小百合）

マギーとローズの継母。
- マイケル・フェラー - ケン・ハワード（楠見尚己）

マギーとローズの父。
- グラント - エリック・バルフォー（白熊寛嗣）

## 受賞履歴
- ゴールデングローブ賞 助演女優賞 シャーリー・マクレーン

## トリビア
- 日本のオフィシャル・サイトでU2の『Stuck in a Moment You Can't Get Out Of』という楽曲が流れているが、これはアメリカの劇場予告でこの曲が使用されたためである。
- キャメロン・ディアスが盲目の教授に読んで聞かせるのはエリザベス・ビショップのOne Art、E・E・カミングスのi carry your heart with meという詩 。
- トニ・コレットがプリンストンのロゴが入ったトレーナーを着ているシーンがあるが、これは原作でローズがプリンストン大学出身という設定だからである。ちなみに原作者のジェニファー・ウェイナーもプリンストン大学出身。
- 原作者のジェニファー・ウェイナーがローズとエイミーがでかけるイタリアン・マーケットのシーンでカメオ出演している。